# Розовое дерево

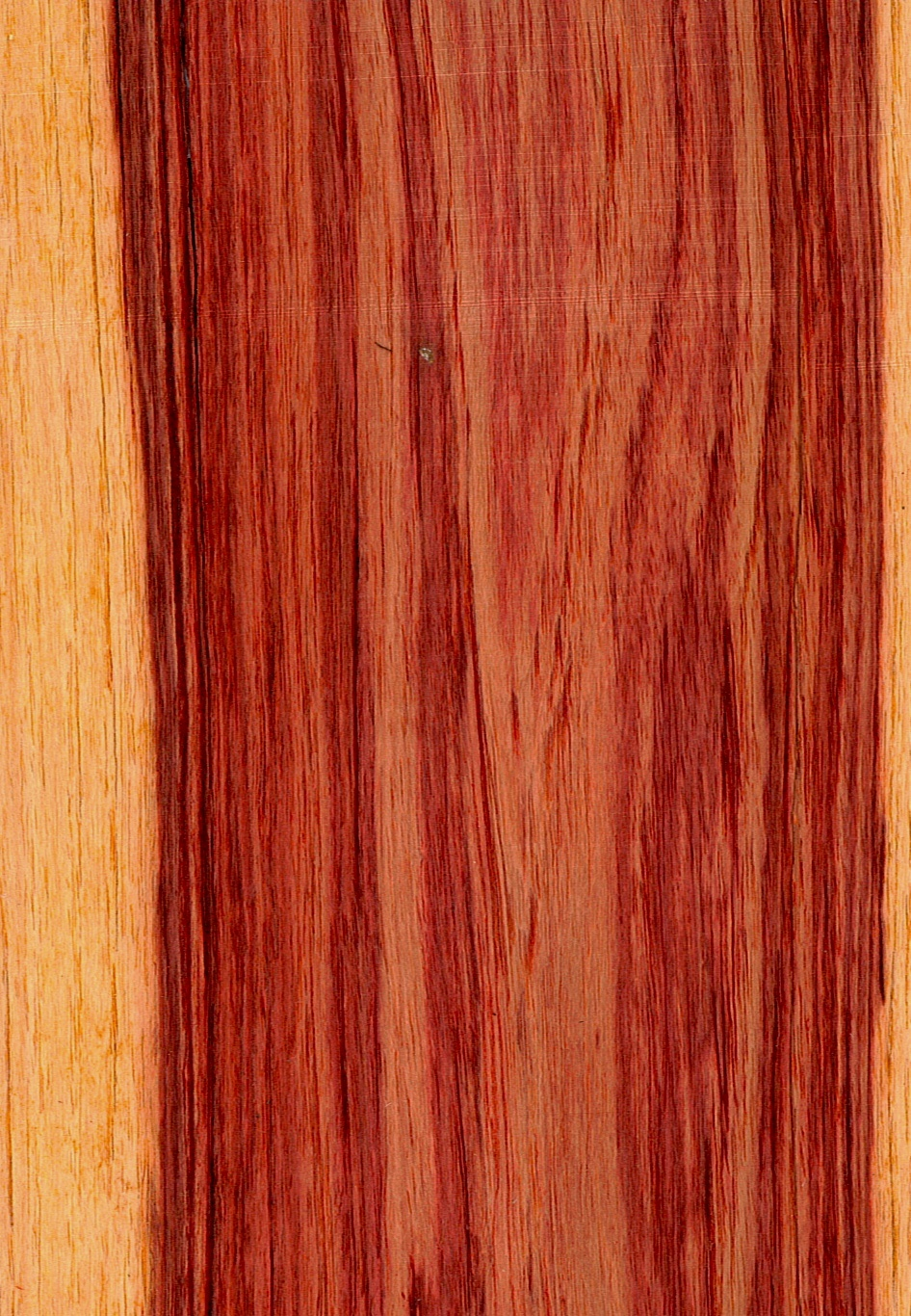
Древесина розового дерева с заболонью

Розовое дерево, баи́я — древесина, получаемая от субтропического дерева Dalbergia decipularis из рода Дальбергия (Dalbergia). Произрастает исключительно в Бразилии. Ранее считалось, что эта древесина получается от вида Dalbergia frutescens (синоним D. variabilis).
Деревья рода Дальбергия (Dalbergia) дают также большую часть древесины, называемой палисандром.
Древесина розового дерева характеризуется окраской — от жёлтой до розовой с красным рисунком, и запахом розы. Традиционно обозначается фр. bois de rose.
Эта очень твёрдая и плотная, великолепно полирующаяся древесина используется при изготовлении мебели для небольших дорогих объектов, таких как хьюмидоры, а также при изготовлении музыкальных инструментов.
Так как сравнительно высокая цена этой древесины редко позволяет применить её в виде целых кусков, обычно используют шпон и интарсии. При изготовлении гитар из розового дерева иногда делают обечайку, вместо клёна или палисандра. Также из него часто делают блокфлейты. Ещё из этой древесины делают очень красивые рукояти для ножей.

## Синонимы
- буа де роз (фр. bois de rose)
- тюльпановое дерево (англ. Tulipwood)